# 福宝
福宝（羅馬化：Fu Bao，2020年7月20日－），雌性，是韩国首只自然繁育诞生的大熊猫。

## 经历

### 出生
爱宝在经历一个半小时的阵痛后，于2020年7月20日晚9点49分成功诞下一只身长16.5厘米、重达197克的健康雌性熊猫宝宝。该熊猫宝宝不仅是成功在韩国自然繁育诞生的首只大熊猫，也是爱宝与乐宝首个爱的结晶。
福宝出生8至9天时，身上就出现了湿疹和痤疮，但在动物园管理员的努力下，湿疹和痤疮很快就消散了。
正常的大熊猫幼崽在40天左右才会睁眼，而福宝出生仅15天左右就睁眼了，为了预防眼睛受到感染，园方加强了饲养环境和饲养员的消毒，并增加母乳、牛奶等营养物质的供应，确保福宝眼睛正常生长。100天左右的时候，福宝的眼睛恢复正常。
后来，爱宝乐园在2020年9月22日到10月11日向韩国民众举办活动征选熊猫宝宝的名称。该活动吸引了5万人参加。最终，“福宝”获得了1.7万张票，超越了候选名称“辛辛”、“超宝”和“星宝”的票数，正式成为熊猫宝宝的名称。
福宝出生100天时，爱宝乐园正式公布名称征选结果。这时福宝的体重为5.8公斤、身长58.5厘米。

### 返回中国
三星物产旗下的爱宝乐园与中国野生动物保护协会签订的的协议中规定福宝必须在满4周岁前（2024年7月20日）返回中国。爱宝乐园相关人士向朝鲜网表示，福宝预计将在2024年2月至4月期间返回中国。
之后，爱宝乐园宣布将于2024年4月3日将福宝送回中国大熊猫保护研究中心。因此，福宝在3月3日之后将不再展出。此后开始全面准备回国，进行长达一个月的隔离。
2024年4月3日上午10时40分，欢送仪式结束后，饲养员姜哲远（강철원）与福宝启程前往仁川国际机场，乘坐川航A330-200F专机（3U9680航班）飞往成都。原本计划下午5点30分出发，由于检疫和登机手续顺利，提前至下午4点22分出发。福宝经过2个多月的隔离检疫和过渡适应后，于6月12日在熊猫中心卧龙神树坪基地公开展示。
2024年12月，福寶出現抽搐症狀，公衆對於福寶健康狀況的懷疑加大。 引發爭議後，中國大熊貓保護中心上傳了一段澄清影片。
2025年1月，保護部門通過影片發佈遷至非展區後的首次福寶近況。 責任飼養員說，福寶健康狀況好轉，食量增加。
2025年3月25日，再次從非展區移至展區，但無特別為福寶健康狀況說明

### 性格和人氣
福宝性格調皮活潑，像父親乐宝。5個月大時因抱住飼養員姜爺爺靴子的影片超過百萬人瀏覽而迅速爆紅，更加擁有自己的專輯歌帶。

## 家族
- 新妮儿（外祖母）、芦芦（外祖父）
- 龙欣（祖母）、园园（祖父）
- 爱宝（華妮）母亲、乐宝 園欣（父亲）
- 睿宝及辉宝（妹妹）
- 白天、飞云、妙音（姨母）
- 沪宝、闽闽（姑姑）
- 梅蘭肉肉、阿杰（表姊）
- 暖暖、誼誼、升誼（堂姊妹）
- 灵岩、闽满满、叻叻（表兄弟）
- 結浜、彩浜、楓浜（表姞母）
- 圓仔、圓寶（表姑母）
- 加盼盼和加悦悦（表兄姊）
- 盈盈（姨母）、加加、得得（表妹、表弟）

## 影视作品
- 《福宝爷俩》
- 《再见，爷爷》（2024年[1][19][20][21][22]）

## 注解
1. ↑  带来幸福的宝物
2. ↑  根据濒危野生动植物种国际贸易公约（CITES），中国会在熊猫交配适龄期（满4周岁之前）向海外各国收回大熊猫。